# Vestas Castings Guldsmedshyttan

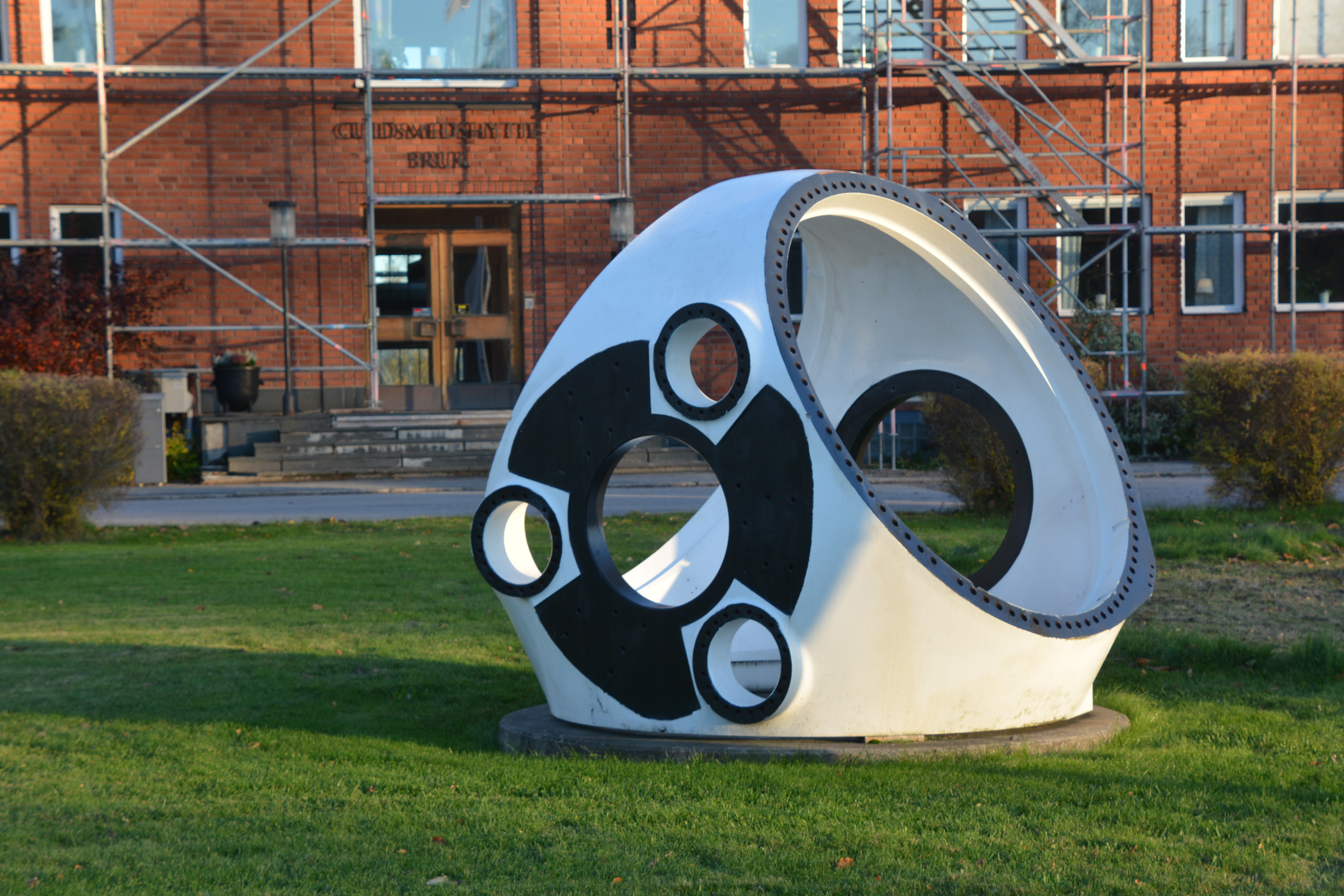
Gjutgods utanför Vestas Castings Guldsmedshyttans huvudkontor

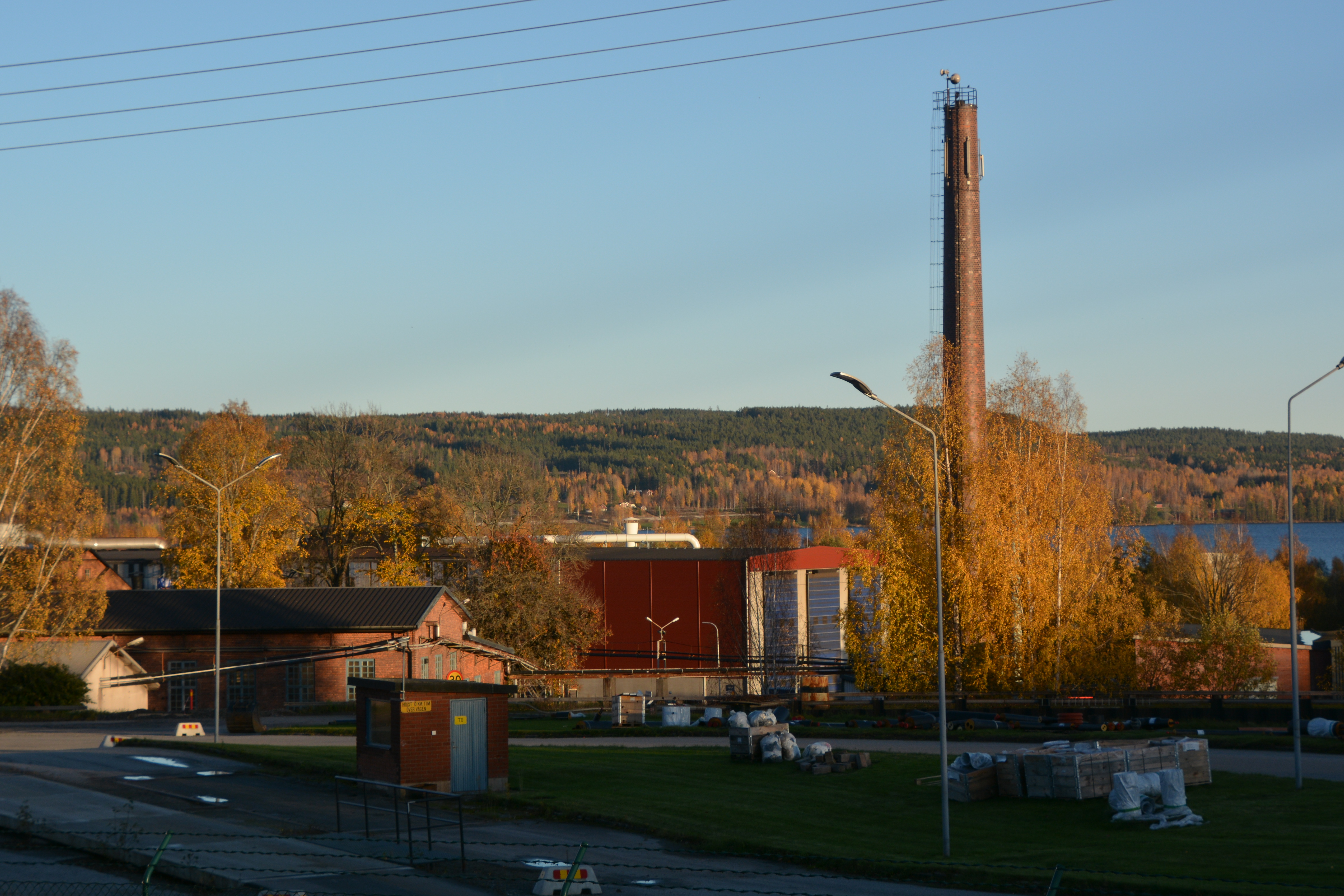
Vestas Castings Guldsmedshyttan

Baettr Guldsmedshyttan AB (tidigare Global Castings, Guldsmedshyttan AB, Vestas Castings Guldsmedshyttan AB, till 2006 Guldsmedshytte Bruks AB) är ett gjuteri i Guldsmedshyttan (Storå), Lindesbergs kommun. Gjuteriet är ett dotterbolag till Vestas och är specialiserat på gjutning av delar till vindkraftverk.